# Lieve Merlijn van Eijden
Lieve Merlijn van Eijden (Deventer) is een Nederlands illustratrice en content creator.

## Biografie
Van Eijden studeerde grafisch vormgeven aan het Cibap in Zwolle. Na haar studie ging ze naar de kunstacademie. In 2015 begon ze haar eigen Instagram account Komkommermeisje, gebaseerd op een stripfiguurtje dat Van Eijden bedacht toen ze acht jaar oud was. Al snel kreeg Van Eijden op haar kanaal duizenden volgers. In 2016 maakte ze een schets van twee Duitse tweelingzusjes waardoor ze ook in Duitsland een groot aantal volgers erbij kreeg. Van Eijden maakte in 2018 de singlecover van de single Niet met mij van de Nederlandse zanger Snelle.  In oktober 2021 besloot Van Eijden, na een tijdje inactiviteit, een andere weg in te slaan en verdere te gaan onder de naam Lieve Merlijn. Daarmee nam ze afscheid van het alias Komkommermeisje. Met haar nieuwe account wilde Van Eijden zich niet enkel meer focussen op tekenen, maar ook op andere kunstvormen zoals fotografie en animatie. Ook doet ze sindsdien mee aan uitdagingen zoals Inktoktober, waarin ze elke oktoberdag een tekening maakt in een bepaald thema.
In 2023 was Van Eijden als illustratrice actief bij het kinderboek Wout en Maud: Het geheim van de trainer van oud-profvoetballers Wout Brama en Maud Roetgering. Voor het boek wonnen Roetgering en Brama een 'FIFPRO Merit Award' voor hun bijdrage aan inclusiviteit. Ook bij het vervolgboek, Wout en Maud, vol in de aanval fungeerde Van Eijden als illustratrice.